# Comuna Bolotnea, Peremîșleanî
Bolotnea (în ucraineană Болотня) este o comună în raionul Peremîșleanî, regiunea Liov, Ucraina, formată din satele Bolotnea (reședința), Rivna, Rubce și Zastavkî-Eabluniv.

## Demografie
Componența lingvistică a comunei Bolotnea
     Ucraineană (100%)
Conform recensământului din 2001, toată populația comunei Bolotnea era vorbitoare de ucraineană (100%).